# Breakfast Club (film)
Breakfast Club (The Breakfast Club) è un film del 1985 scritto e diretto da John Hughes.
Nel 2016 venne scelto per la conservazione nel National Film Registry della Biblioteca del Congresso negli Stati Uniti.

## Trama
Chicago, sabato 24 marzo 1984. Cinque studenti di una scuola superiore (John, Andy, Brian, Claire ed Allison), a causa di punizioni a vario titolo, sono costretti a trascorrere l'intera giornata in biblioteca. Il preside Richard Vernon, che li sorveglia solo a tratti e ne sopporta le esuberanze, assegna loro un tema, dal titolo "Chi sono io?".
I ragazzi dapprima sono piuttosto chiusi, ma le lunghe ore consentono loro di conoscersi e di parlarsi. Dopo le battute, le punzecchiature e gli inevitabili dibattiti, lungi dallo svolgere il compito assegnato, cominciano a esporre e confrontare i rispettivi problemi di vita. Tutti provengono da una situazione familiare difficile oppure da genitori che non li capiscono: Andy ha un padre che critica i suoi sforzi nel football, quello di John è violento nei suoi confronti, Brian è continuamente pressato dai genitori affinché abbia sempre ottimi voti, Allison viene completamente ignorata dalla sua famiglia e Claire viene utilizzata dai genitori per i loro scopi.
Dopo aver ballato e fumato, i ragazzi si siedono in cerchio e svelano la ragione per cui sono lì: Brian, a causa di un brutto voto, ha tentato il suicidio con una pistola, rivelatasi poi una lanciarazzi; Andy ha attaccato del nastro adesivo sui genitali di un coetaneo; John ha attivato l'allarme anti-incendio senza motivo; Claire ha marinato la scuola per andare a fare shopping, mentre Allison non ha combinato niente per essere mandata in punizione, ma semplicemente era rimasta lì perché "non aveva di meglio da fare".
Giunge il momento di scrivere il tema e viene chiesto a Brian di occuparsene, vista la sua intelligenza e bravura. Dopo averlo elaborato, il ragazzo lo lascia sul tavolo e gli studenti escono finalmente da scuola. Il dirigente legge la traccia che recita:
Abbiamo risposto alla domanda? Con affetto, il Breakfast Club.»

## Produzione

### Sceneggiatura
Il film in origine si sarebbe dovuto intitolare Detention, passando per altri titoli quali The Lunch Bunch, The Library Revolution e Saturday Breakfast Club.
Il copione del film è stato scritto da Hughes in due giorni, il 4 e 5 luglio 1982. A seguito del successo del film, l'avrebbe trasformata in una sceneggiatura teatrale, viste le numerose richieste di poterlo recitare da parte delle scuole.

### Riprese
Le riprese si svolsero dal 28 marzo al 29 aprile 1984.
Il film è stato girato interamente in sequenza. La forfora che Allison scuote sul suo disegno a matita per fare la neve è in realtà del formaggio parmigiano grattugiato. La scena in cui i ragazzi si siedono a cerchio e raccontano la ragione per cui sono stati puniti, è stata improvvisata. La durata originale del film era di circa 2 ore e mezzo, accorciata a 97 minuti per timore di annoiare il pubblico; tutte le copie originali e le parti tagliate nel montaggio furono distrutte, tranne una, rimasta in possesso di Hughes.

### Casting
Emilio Estevez era stato inizialmente scelto per la parte di John, dopo che Nicolas Cage venne scartato, sia perché non convinceva, sia perché chiese un compenso troppo alto, ma il regista non trovò nessun altro adatto alla parte di Andy, così Estevez accettò di interpretare quest'ultimo. Molly Ringwald avrebbe invece preferito interpretare il personaggio di Allison, ma quella parte era stata già promessa ad Ally Sheedy. 
Il personaggio di Claire, che in origine si chiamava Cathy Douglas, venne proposto a Robin Wright, Laura Dern e Jodie Foster.
Il bidello Carl era inizialmente interpretato da Rick Moranis, ma venne licenziato poco tempo dopo, sostituito da John Kapelos.
Il regista aveva quasi licenziato l'attore Judd Nelson durante le riprese, a causa del comportamento sgarbato che quest'ultimo aveva fuori scena nei confronti dell'attrice Molly Ringwald. L'attore Paul Gleason convinse Hughes che Nelson era un bravo attore e che cercava solo di restare nel personaggio.
Karen Leigh Hopkins venne assunta per interpretare la parte dell'insegnante di ginnastica Robin, apparendo nuda spiata dai ragazzi del gruppo, ma la scena venne tagliata dal montaggio finale.
La madre e la sorella di Anthony Michael Hall, interpretano la madre e la sorella di Brian.
Il regista John Hughes appare in un cameo alla fine del film come padre di Brian.
Molly Ringwald e Anthony Michael Hall avevano già lavorato insieme nel 1984 nel film Sixteen Candles - Un compleanno da ricordare, dove un altro degli interpreti, John Cusack, avrebbe dovuto prendere parte al film nel ruolo di John, per poi essere sostituito da Nelson.

## Colonna sonora
Il brano dei titoli di testa e di coda, Don't You (Forget About Me), è stata scritta espressamente per il film da Keith Forsey e Steve Schiff, diventando uno dei maggiori successi del gruppo britannico dei Simple Minds.

In precedenza, la canzone fu proposta a Billy Idol, Bryan Ferry, ai gruppi The Fixx e i Pretenders, che declinarono, finché Chrissie Hynde di quest'ultimi menzionò la band di suo marito, appunti i Simple Minds.

Il brano in Italia giunse al secondo posto della classifica dei singoli più venduti nel 1985, a dispetto del film rimasto a lungo nell'ombra.

## Accoglienza
Film di culto assoluto negli Stati Uniti, in Italia passò completamente inosservato non riuscendo ad entrare fra i primi cento incassi della stagione 85-86.

## Riconoscimenti
Nel 2005, in occasione del ventennale degli MTV Movie Awards, MTV ha deciso di assegnare a The Breakfast Club il Silver Bucket Of Excellence Award poiché ritenuto il film più influente nella MTV Generation; alla cerimonia erano presenti Molly Ringwald, Ally Sheedy, Anthony Michael Hall e Paul Gleason. In questa occasione, il brano Don't You (Forget About Me) è stato suonato dal vivo dalla band Yellowcard.

## Opere ispirate
- Nel film Pitch Perfect, Breakfast Club è uno dei film che Jesse consiglia a Beca, e lei si commuove guardandolo. (Si nota sullo schermo del suo PC il finale).
- L'episodio 4x13 di One Tree Hill Pictures of you è un dichiarato omaggio al film: l'attore John Capelos, che nel film interpretava il bidello Carl, è un professore che obbliga i protagonisti, divisi in coppie, a trascorrere cinquanta minuti isolati per conoscersi, e alla fine descriversi scattando l'uno all'altro una fotografia che li rappresenti
- Matt Groening ha ammesso di essersi ispirato al personaggio di John Bender per dare il nome a un personaggio di Futurama, il robot Bender.[3]
- Nell'episodio 3x04 di Futurama, Il quadrifoglio, Fry nasconde il suo portafortuna nel vinile della colonna sonora, nell'attesa di "essere abbastanza vecchio per provare emozioni per queste cose"; inoltre la puntata si chiude con Don't You (Forget About Me), colonna sonora del film di Hughes.
- Nel cartone animato I Simpson, sempre di Matt Groening, il tormentone di Bart "Ciucciati il calzino" (Eat my shorts, nell'edizione in lingua inglese) è tratto direttamente dalla frase pronunciata da John per mandare in bestia il preside.
- L'episodio Breakfast Club della prima stagione di Dawson's Creek rappresenta una sorta di remake del film di Hughes.
- L'episodio 2x15 di Faking It, Pentimenti, è ispirato al film.
- La parte finale dell'episodio 3x03 di American Dad! ripete la scena finale del film.
- L'episodio 3x07 della serie animata Teen Titans Go!, Ritorno a scuola, è chiaramente ispirato a Breakfast Club.
- L'episodio Amici in punizione della terza stagione della serie televisiva Victorious, è chiaramente ispirato al film.
- All'inizio della canzone Falling del gruppo britannico Bastille si può ascoltare una conversazione presa dal film.[4]
- I protagonisti del romanzo Dannazione (Damned, 2011) di Chuck Palahniuk si ispirano a quelli del film, più volte richiamato nell'opera letteraria.[5]
- L'episodio 3x04 di Riverdale è chiaramente ispirato al film; infatti, parla del "Midnight Club", composto da ragazzi che si sono conosciuti in punizione.
- Nell'episodio 2x07 di Teen Wolf, Scott, Allison, Jackson, Stiles, Matt ed Erica vengono mandati in punizione in biblioteca.
- L'episodio 4x01 di The Goldbergs è chiaramente ispirato al film, a cui fa spesso riferimento.
- Nell'episodio 2x07 di Sex Education, le ragazze vengono mandate in punizione, e sono costrette a scrivere un tema dove devono affermare cosa le lega in quanto donne; questo porta ad unirle e a farle parlare di tutte le molestie che hanno subito.
- Nell’episodio 1x17 di Gossip girl quando Serena confessa il suo segreto, Blair pronuncia l’iconica frase “Siamo il Breakfast Club non giudicante” richiamando evidentemente il film.